# 左正東
左正東，台灣國際政治經濟學者，國立臺灣大學法律系學士、國立臺灣大學政治學研究所碩士、美國丹佛大學柯貝爾國際研究院博士。曾任中國國民黨大陸事務部主任、海峽交流基金會董事，現職為國立台灣大學政治系教授。

## 簡歷
左正東自2008年起擔任台大政治學系助理教授。
左正東於2014年底加入國民黨。2015年11月7日，中華民國總統馬英九與中國大陸領導人習近平7日在新加坡香格里拉大酒店舉行會談，趙春山、左正東、張五岳、黃奎博等四位學者獲總統府邀請隨行赴會。
2018年5月，國民黨大陸部主任周繼祥向黨主席吳敦義推薦左正東接任副主任的職位。2019年11月，左正東因不滿不分區立委名單，發表「不能為黨換血再造」、「對不起青年」公開信，力薦黨中央調整名單未果，辭去副主任一職，成為中央黨部唯一一位因為不分區立委名單請辭的黨務幹部。。
2020年3月25日，因熟悉兩岸事務，左正東被江啟臣指定為國民黨大陸事務部主任，也從副主任升職主任，並代表國民黨出任海峽交流基金會董事。
2021年9月25日，江啟臣於黨主席選舉敗選後辭去黨主席一職，左正東與其他中央黨部幹部隨江啟臣總辭。2021年10月，國民黨宣布林祖嘉接任大陸事務部主任。

## 政治立場
左正東的立場長期泛藍，在2014年入黨時中國國民黨已在地方選舉大敗。左正東曾向端傳媒透露他是外省人。也説不該將中華民國的歷史斷裂。他也認為大陸與台灣同屬中華民國。
2020年新冠肺炎疫情爆發後，台灣中央流行疫情指揮中心於1月26日宣布暫緩在台灣各大學註冊的陸生來台，導致數千名陸生於學期開始後仍無法返校上課。左正東擔任國民黨大陸事務部主任期間，數度呼籲解除陸生返台禁令。
2021年7月，正值新冠肺炎疫情嚴峻，台灣政府開放十八歲國人登記施打疫苗，卻將陸生排除在外。左正東除公開呼籲開放陸生施打疫苗外，並致函海峽交流基金會董事長許勝雄為陸生陳情，獲得許勝雄正面回應。7月29日，中央疫情指揮中心宣布，開放合法停居留但無健保卡外籍人士（含陸生）施打疫苗。
2022年10月19日，左正東在馬英九基金會評估，中國共產黨可能會持續升高軍事壓力，用北平模式迫使台灣接受統一。左正東同時呼籲省思國共內戰的悲劇，不要再用武力解決，因為無論哪方戰勝，都不會化解兩岸政治對立、無法讓兩岸走出歷史傷痕，更會讓中華民族永遠無法破鏡重圓 。

## 爭議
2020年9月，中國國民黨指派王金平擔任總團長出席海峽論壇，原定9月16日就要出發，但因央視主持人將此行描述為「台海兵凶戰危，這人要來大陸求和」。國民黨黨主席江啟臣認為是在羞辱，要求大陸道歉並做出處理。14日後，最後通牒已到。文傳會主委王育敏與大陸部主任左正東代表國民黨在當日下午4:30召開記者會，確定不以政黨形式參加。左正東事後在記者會表示，這是因為「台灣的民心非常的脆弱，因為兩岸長期緊張，我其實有一句話說，七年之病不能求三年之艾，這種長期以來微妙的關係和脆弱的心理，讓台灣社會對這種新的說法（對求和說的澄清）還是無法釋懷。」。此言一出引發爭議，左正東事後在臉書解釋，他的意思是兩岸關係長期緊張，導致台灣對於大陸信任非常薄弱，來自大陸的任何不當言詞台灣人都很難釋懷，並為口誤道歉。

## 資料來源
1. ↑   (PDF). 臺灣大學政治學系系友會訊. 2008-12-13, (7): 59  [2022-10-21]. （原始内容存档 (PDF)于2022-10-20）.
2. ↑  羅印沖. . 中時新聞網. 2015-11-07  [2022-11-12]. （原始内容存档于2022-11-12）.
3. 1 2  . 中評社 (台北). 2020-03-24  [2022-10-21]. （原始内容存档于2022-10-20）.
4. ↑  李秉芳. . 關鍵評論網. 2020-03-25  [2022-10-21]. （原始内容存档于2022-12-04）.
5. ↑  黃福其. . 翻爆. 中國時報. 2020-03-24  [2022-10-21]. （原始内容存档于2022-10-20）.
6. ↑  周毓翔. . 中時新聞網. 2021-09-25  [2022-11-12]. （原始内容存档于2022-11-12）.
7. ↑  周毓翔. . 中時新聞網. 2021-10-04  [2022-11-10]. （原始内容存档于2022-11-10）.
8. ↑  何欣潔. . 端傳媒. 2021-03-31  [2021-11-10]. （原始内容存档于2022-11-10）.
9. ↑  劉仁靜. . 報導者. 台北: 報導者. 2020-10-30  [2022-11-12]. （原始内容存档于2022-11-12）.
10. ↑  黃福其、簡立欣. . 中時新聞網. 台北: 中國時報. 2020-08-14  [2022-11-12]. （原始内容存档于2022-11-12）.
11. ↑  李侑珊. . 中時新聞網. 台北: 旺報. 2020-08-05  [2022-11-12]. （原始内容存档于2022-11-12）.
12. ↑  潘維庭. . 風傳媒. 台北: 風傳媒. 2021-07-23  [2022-11-12]. （原始内容存档于2022-11-12）.
13. ↑  海峽交流基金會. . 海峽交流基金會. 台北: 海峽交流基金會. 2021-07-30  [2022-11-12]. （原始内容存档于2022-04-09）.
14. ↑  陳冠宇. . 中時新聞網. 台北: 旺報. 2022-10-20  [2022-10-21]. （原始内容存档于2022-10-23）.
15. ↑  胡智凱. . 信傳媒. 2020-09-14  [2022-11-10]. （原始内容存档于2022-11-10）.
16. ↑  黃建豪. . 新頭殼. 2020-09-16  [2022-10-21]. （原始内容存档于2023-01-09）.